# Аустяново
Аустяново — село в Тюльганском районе Оренбургской области в составе Екатеринославского сельсовета. 

## География
Находится на расстоянии примерно 5 км по прямой на юго-запад от районного центра поселка Тюльган.

## История
Первые упоминания о нём относятся к 1795 году. Ранее население села в основном состояло в башкирском сословии. Подавляющее большинство населения — татары.

## Население
Население составляло 168 человек в 2002 году (татары 89 %),  109 по переписи 2010 года.